# Carlo Barberini
Carlo Barberini (Roma, 1º giugno 1630 – Roma, 2 ottobre 1704) è stato un cardinale italiano.

## Biografia

### Infanzia

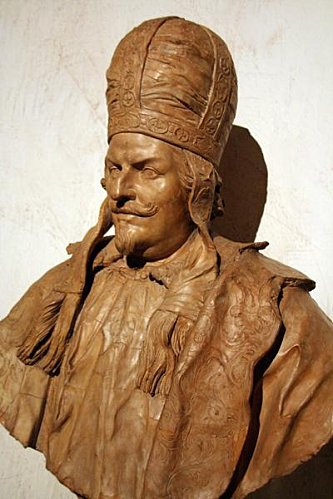
Taddeo Barberini in un busto di Bernardino Cametti

Nacque il 1º giugno 1630 a Roma figlio di Taddeo Barberini, principe di Palestrina e Anna Colonna, figlia di Filippo I Colonna. Fratello minore di Lucrezia Barberini e fratello maggiore di Maffeo Barberini. Era nipote dei cardinali Francesco Barberini (seniore) e Antonio Barberini e zio di Francesco Barberini (iuniore),
figlio del fratello. 

### Carriera ecclesiastica

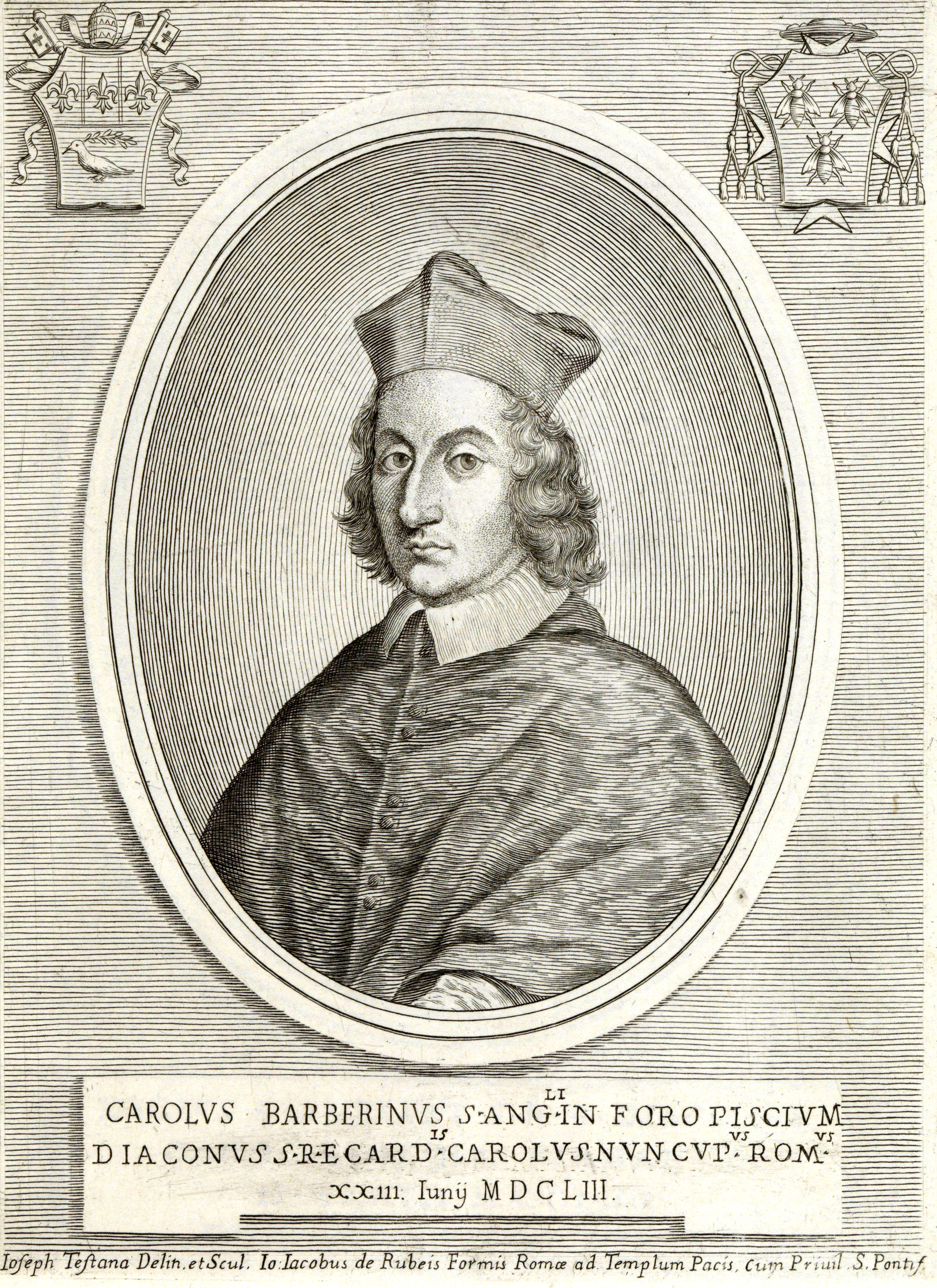
Il cardinal Barberini in una stampa d'epoca

Venne elevato alla dignità cardinalizia da papa Innocenzo X nel concistoro del 23 giugno 1653: non ci furono altri consacrati.
Dopo un esilio quasi decennale, da addebitarsi alla caduta in disgrazia della famiglia in seguito alla morte di Papa Urbano VIII nel 1644, divenne membro della Congregazione dell'Indice.
Nei suoi 51 anni di cardinalato partecipò a sette conclavi:
- conclave del 1655 che elesse Alessandro VII,
- conclave del 1667 che elesse Clemente IX,
- conclave del 1670 che elesse Clemente X,
- conclave del 1676 che elesse Innocenzo XI,
- conclave del 1689 che elesse Alessandro VIII,
- conclave del 1691 che elesse Innocenzo XII,
- conclave del 1700 che elesse Clemente XI.

### Morte
Morì il 2 ottobre 1704 all'età di 74 anni.

## Ascendenza
|                                             |                             |                                               | Genitori                                              |  |  | Nonni |  |  | Bisnonni          |  |  | Trisnonni       |  |
|                                             |                             |                                               |                                                       |  |  |       |  |  | Antonio Barberini |  |  | Carlo Barberini |  |
|                                             |                             |                                               |                                                       |  |  |       |  |  | Antonio Barberini |  |  | Carlo Barberini |  |
|                                             |                             | Marietta Rustici                              |                                                       |  |  |       |  |  | Antonio Barberini |  |  |                 |  |
| Carlo Barberini, I duca di Monterotondo     |                             |                                               |                                                       |  |  |       |  |  | Antonio Barberini |  |  |                 |  |
|                                             |                             | Camilla Barbadori                             | Gian Donato Barbadori                                 |  |  |       |  |  |                   |  |  |                 |  |
|                                             |                             | Camilla Barbadori                             | Gian Donato Barbadori                                 |  |  |       |  |  |                   |  |  |                 |  |
|                                             |                             | Camilla Barbadori                             | Nannina Cambi                                         |  |  |       |  |  |                   |  |  |                 |  |
| Taddeo Barberini, I principe di Palestrina  |                             | Camilla Barbadori                             |                                                       |  |  |       |  |  |                   |  |  |                 |  |
|                                             |                             | Vincenzo Magalotti                            | Antonio Magalotti                                     |  |  |       |  |  |                   |  |  |                 |  |
|                                             |                             | Vincenzo Magalotti                            | Antonio Magalotti                                     |  |  |       |  |  |                   |  |  |                 |  |
|                                             |                             | Vincenzo Magalotti                            | Costanza Mannelli                                     |  |  |       |  |  |                   |  |  |                 |  |
| Costanza Magalotti                          |                             | Vincenzo Magalotti                            |                                                       |  |  |       |  |  |                   |  |  |                 |  |
|                                             |                             | Clarice Capponi                               | Jacopo Capponi                                        |  |  |       |  |  |                   |  |  |                 |  |
|                                             |                             | Clarice Capponi                               | Jacopo Capponi                                        |  |  |       |  |  |                   |  |  |                 |  |
|                                             |                             | Clarice Capponi                               | Francesca Canigiani                                   |  |  |       |  |  |                   |  |  |                 |  |
| Maffeo Barberini, II principe di Palestrina |                             | Clarice Capponi                               |                                                       |  |  |       |  |  |                   |  |  |                 |  |
|                                             | Fabrizio Colonna di Paliano | Marcantonio II Colonna, I principe di Paliano |                                                       |  |  |       |  |  |                   |  |  |                 |  |
|                                             | Fabrizio Colonna di Paliano | Marcantonio II Colonna, I principe di Paliano |                                                       |  |  |       |  |  |                   |  |  |                 |  |
|                                             | Fabrizio Colonna di Paliano | Felicia Orsini di Bracciano                   |                                                       |  |  |       |  |  |                   |  |  |                 |  |
| Filippo I Colonna, IV principe di Paliano   | Fabrizio Colonna di Paliano |                                               |                                                       |  |  |       |  |  |                   |  |  |                 |  |
|                                             |                             | Anna Borromeo                                 | Giberto II Borromeo, VII conte di Arona               |  |  |       |  |  |                   |  |  |                 |  |
|                                             |                             | Anna Borromeo                                 | Giberto II Borromeo, VII conte di Arona               |  |  |       |  |  |                   |  |  |                 |  |
|                                             |                             | Anna Borromeo                                 | Taddea dal Verme                                      |  |  |       |  |  |                   |  |  |                 |  |
| Anna Colonna                                |                             | Anna Borromeo                                 |                                                       |  |  |       |  |  |                   |  |  |                 |  |
|                                             |                             | Geronimo Tomacelli, signore di Galatro        | Silvestro Tomacelli, signore di Cerro ed Acquaviva    |  |  |       |  |  |                   |  |  |                 |  |
|                                             |                             | Geronimo Tomacelli, signore di Galatro        | Silvestro Tomacelli, signore di Cerro ed Acquaviva    |  |  |       |  |  |                   |  |  |                 |  |
|                                             |                             | Geronimo Tomacelli, signore di Galatro        | Barbara Brisac                                        |  |  |       |  |  |                   |  |  |                 |  |
| Lucrezia Tomacelli                          |                             | Geronimo Tomacelli, signore di Galatro        |                                                       |  |  |       |  |  |                   |  |  |                 |  |
|                                             |                             | Ippolita Ruffo                                | Paolo Ruffo, VI conte di Sinopoli                     |  |  |       |  |  |                   |  |  |                 |  |
|                                             |                             | Ippolita Ruffo                                | Paolo Ruffo, VI conte di Sinopoli                     |  |  |       |  |  |                   |  |  |                 |  |
|                                             |                             | Ippolita Ruffo                                | Diana Carafa, baronessa di Fiumara di Muro e Calandra |  |  |       |  |  |                   |  |  |                 |  |
|                                             |                             | Ippolita Ruffo                                |                                                       |  |  |       |  |  |                   |  |  |                 |  |